# Coppa del Generalissimo 1941
La Copa del Generalísimo 1941 fu la 37ª edizione della Coppa di Spagna. Il torneo iniziò il 23 marzo e si concluse il 29 giugno 1941. La finale si disputò allo Stadio Chamartín di Madrid dove il Valencia ottenne il suo primo titolo.
A partire da questa edizione venne abolito lo storico legame coi campionati regionali, invisi al regime fascista, e presero parte al torneo le squadre delle prime tre divisioni del campionato ovvero le 12 squadre della Primera División, le 24 squadre della Segunda División e le prime 6 squadre della Tercera División. Il tabellone principale partiva dagli ottavi.

## Squadre partecipanti

### Primera División

#### 12 squadre
| - Athletic Bilbao* - Atlético Madrid* - Barcellona* - Celta Vigo - Espanyol | - Hércules - Real Madrid* - Real Murcia - Real Oviedo - Real Saragozza | - Siviglia* - Valencia* |

* Qualificate agli ottavi

### Segunda División

#### 24 squadre

##### Gruppo 1
| - Arenas Getxo - Barakaldo - Deportivo La Coruña - Osasuna - Racing Ferrol | - Racing Santander - Real Avilés - Real Sociedad - Real Unión - Salamanca UDS | - Sporting Gijón - Real Valladolid |

##### Gruppo 2
| - Badalona - Real Betis - Cadice - Cartagena FC - Castellón | - Córdoba - Girona - Granada - Levante - Malaga | - Sabadell - Xerez FC |

### Tercera División

#### 6 squadre
- Alavés
- Ceuta Sport
- Constància
- Elche
- Ferroviaria
- Racing de Sama

## Primo turno
|                  | Risultato |                 | Andata | Ritorno | Spareggio |  |
| ---------------- | --------- | --------------- | ------ | ------- | --------- |  |
| Real Avilés      | 1 - 19    | Sporting Gijón  | 1 - 6  | 0 - 13  |           |  |
| Racing Santander | 1 - 6     | Racing Ferrol   | 1 - 1  | 0 - 5   |           |  |
| Real Unión       | 4 - 9     | Osasuna         | 2 - 1  | 2 - 8   |           |  |
| Arenas Getxo     | 3 - 15    | Barakaldo       | 1 - 4  | 2 - 11  |           |  |
| Badalona         | 1 - 3     | Girona          | 1 - 1  | 0 - 2   |           |  |
| Levante          | 4 - 2     | Sabadell        | 3 - 1  | 1 - 1   |           |  |
| Salamanca UDS    | 2 - 5     | Real Valladolid | 1 - 3  | 1 - 2   |           |  |
| Córdoba          | 2 - 5     | Cartagena FC    | 2 - 2  | 0 - 3   |           |  |
| Xerez FC         | 2 - 3     | Malaga          | 1 - 0  | 1 - 3   |           |  |
| Real Betis       | 3 - 3     | Cadice          | 1 - 2  | 2 - 1   | 5 - 1     |  |

## Secondo turno
|                 | Risultato |                | Andata | Ritorno |  |
| --------------- | --------- | -------------- | ------ | ------- |  |
| Real Valladolid | 5 - 2     | Racing Ferrol  | 5 - 0  | 0 - 2   |  |
| Racing de Sama  | 0 - 7     | Sporting Gijón | 0 - 4  | 0 - 3   |  |
| Alavés          | 3 - 5     | Barakaldo      | 1 - 1  | 2 - 4   |  |
| Osasuna         | 1 - 6     | Levante        | 1 - 1  | 0 - 5   |  |
| Constància      | 2 - 4     | Girona         | 1 - 0  | 1 - 4   |  |
| Elche           | 1 - 3     | Cartagena FC   | 1 - 1  | 0 - 2   |  |
| Ferroviaria     | 1 - 10    | Malaga         | 1 - 4  | 0 - 6   |  |
| Ceuta Sport     | 3 - 4     | Real Betis     | 2 - 1  | 1 - 3   |  |

## Terzo turno
|                     | Risultato |                 | Andata | Ritorno |  |
| ------------------- | --------- | --------------- | ------ | ------- |  |
| Girona              | 3 - 7     | Espanyol        | 1 - 1  | 2 - 6   |  |
| Deportivo La Coruña | 2 - 11    | Celta Vigo      | 2 - 3  | 0 - 8   |  |
| Sporting Gijón      | 3 - 7     | Real Oviedo     | 1 - 4  | 2 - 3   |  |
| Barakaldo           | 3 - 4     | Real Valladolid | 3 - 1  | 0 - 3   |  |
| Levante             | 9 - 4     | Real Saragozza  | 5 - 3  | 4 - 1   |  |
| Castellón           | 7 - 4     | Hércules        | 5 - 2  | 2 - 2   |  |
| Cartagena FC        | 3 - 4     | Real Murcia     | 1 - 2  | 2 - 2   |  |
| Real Betis          | 1 - 0     | Malaga          | 0 - 0  | 1 - 0   |  |

## Ottavi di finale
|                 | Risultato |                 | Andata | Ritorno | Spareggio   |  |
| --------------- | --------- | --------------- | ------ | ------- | ----------- |  |
| Barcellona      | 4 - 6     | Espanyol        | 1 - 2  | 3 - 4   |             |  |
| Real Betis      | 2 - 13    | Atlético Madrid | 1 - 5  | 1 - 8   |             |  |
| Castellón       | 2 - 7     | Siviglia        | 1 - 2  | 1 - 5   |             |  |
| Athletic Bilbao | 3 - 4     | Valencia        | 2 - 1  | 1 - 3   |             |  |
| Real Madrid     | 4 - 5     | Celta Vigo      | 2 - 2  | 2 - 3   |             |  |
| Real Oviedo     | 3 - 3     | Real Murcia     | 2 - 1  | 1 - 2   | 1 - 1/3 - 2 |  |
| Real Valladolid | 3 - 3     | Real Sociedad   | 1 - 0  | 2 - 3   | 1 - 3       |  |
| Levante         | 4 - 3     | Granada         | 3 - 2  | 1 - 1   |             |  |

## Quarti di finale
|               | Risultato |                 | Andata | Ritorno | Spareggio |  |
| ------------- | --------- | --------------- | ------ | ------- | --------- |  |
| Real Oviedo   | 3 - 4     | Celta Vigo      | 3 - 2  | 0 - 2   |           |  |
| Real Sociedad | 2 - 1     | Atlético Madrid | 2 - 1  | 0 - 0   |           |  |
| Espanyol      | 0 - 0     | Levante         | 0 - 0  | 0 - 0   | 3 - 0     |  |
| Valencia      | 9 - 3     | Siviglia        | 8 - 1  | 1 - 2   |           |  |

## Semifinali
|            | Risultato |               | Andata | Ritorno |  |
| ---------- | --------- | ------------- | ------ | ------- |  |
| Espanyol   | 8 - 2     | Real Sociedad | 6 - 0  | 2 - 2   |  |
| Celta Vigo | 1 - 6     | Valencia      | 1 - 2  | 0 - 4   |  |

## Finale
| Arbitro: | Iturralde |

|                         |           |            |
| Mundo 9’ 25’ Asensi 64’ | Marcatori | 74’ Teruel |